# Парателурит
Парателурит (рос. парателлурит; англ. paratellurite; нім. Paratellurit m) — мінерал, оксид телуру ланцюжкової будови.

## Загальний опис
Хімічна формула: TeO2. Містить (%): Те — 79,9; О — 20,1.
Сингонія тетрагональна. Дитетрагонально-дипірамідальний вид. Утворює дрібнозернисті виділення. Густина 5,6-6,0. Твердість 1. Колір сіро-білий. Блиск смоляний до воскового. Знайдений у родовищі Кананеа в місті Кананеа (штат Сонора, Мексика) у вигляді тонких прожилків у самородному телурі, а також у Дашкесані, Азербайджан.
Від пара… й назви мінералу телуриту (G.Switzer, H.E.Swanson, 1960).